# Binghamton
Binghamton är en stad i Broome County i den amerikanska delstaten New York med en yta av 28,6 kvadratkilometer och en befolkning, som uppgår till ca 47 376 invånare (2010). Binghamton är administrativ huvudort (county seat) i Broome County. Staden är belägen cirka 90 kilometer söder om Syracuse cirka 10 kilometer norr om gränsen till delstaten Pennsylvania. 
Viktiga företag i staden är IBM, Lockheed Martin, BAE Systems och L-3 Communications – alla inom högteknologisektorn. Man har även ett ishockeylag i AHL, Binghamton Devils, ett farmarlag till New Jersey Devils. Tidigare hade man ett AHL-lag som hette Binghamton Senators, som var farmarlag till Ottawa Senators.
Staden är också känd för "The Binghamton burning", ett bokbål som anordnades vid St. Patrick's School den 10 december 1948.

### Fotnoter
1. ↑  ”Community Facts” (på engelska). American Factfinder. 20 mars 2010. Arkiverad från originalet den 10 december 2014. https://web.archive.org/web/20141210041242/http://factfinder2.census.gov/faces/nav/jsf/pages/community_facts.xhtml. Läst 22 maj 2014.
2. ↑  ”Find a Country” (på engelska). NACO. Arkiverad från originalet den 22 maj 2014. https://archive.is/20140522140914/http://www.uscounties.org/cffiles_web/counties/county.cfm?id=36007. Läst 22 maj 2014.